# مصطفى بديع
مصطفى بديع مخرج جزائري، وكاتب سيناريو، ولد في 19 جانفي عام 1928، أخرج مسلسل (الحزين)، ومن أفلامه (الليل يخاف من الشمس، هروب حسن الطيرو).
مصطفى بديع فنان متكامل مؤلف ومخرج بجماليات عالية، كان رجلا هادئا وأنيقا من مواليد حي القصبة العتيق في 19 جانفي 1928، تتلمذ في بداياته كمعظم أبناء الأهالي في المدرسة الاستعمارية، كان مثل مصطفى كاتب وبعض أقرانه من الذين كانوا يشبهون شكلا الاروبيين يتسللون لمشاهدة بعض العروض الفرنسية التي كانت حكرا على أبناء الكولون. يقول عنه معاصروه أنه أحد العباقرة الذين أنجبتهم الجزائر في أحلك ظروفها «هرم من أهرامات الفن السابع في الجزائر»، قدم الكثير للمسرح والتلفزيون وبقى اسمه قرينا بالمسلسل الخالد «الحريق» المقتبس عن ثلاثية محمد ديب.
يقال أن اسم مصطفى بديع الحقيقي هو«أرزقي برقوق» أطلق عليه هذا الاسم شاعر الثورة الجزائرية مفدي زكريا في الأربعينيات لأنه لمس فيه حس فنان «بديع» في عمله وفي سلوكه مع الناس.

## بداياته
تعود علاقته بالمسرح لبدايات الحرب العالمية الثانية، كأول ممثل في فرقة المسرح العربي التي كانت تحت قيادة محي الدين بشطارزي إلى جانب مصطفى كاتب وحبيب رضا،  شارك بديع تقريبا في كل المسرحيات التي أخرجها أو ألفها محي الدين بشطارزي، حيث كانت الفرقة تقدم مسرحية كل أسبوع بعرضين كل جمعة، عرض مخصص للنساء صباحا وعرض مختلط مساءا.
في بدايات 1949 عمل مصطفى بديع مع عبد الحليم رايس. انتقل مصطفى بديع من المسرح إلى الإذاعة والتلفزيون وكان إلى جانب مصطفى قريبي ومصطفى تزراوين وعبد الغني مهداوي وعبد الرحمان بوقرموح وعبد القادر إسكان حيث بدؤوا مشوارهم في الإذاعة والتلفزيون الفرنسي.بدأ مصطفى بديع مساره كمساعد مخرج وتخصص في المسرحيات والحصص البوليسية حيث قدم «الموتى الحيين».
التحق بالثوار وألقي عليه القبض في 1957 وسجن من طرف الجنرال ماسو وكان في القائمة السوداء للمنظمة السرية الفرنسية لتصفيته بعد أن أطلق سراحه ما بين عامي 1960 و1961، في عام 1962 ساهم رفقة ثلة من المخرجين أمثال أحمد راشدي ومحمد الأخضر حمينة في تأسيس السينما الجزائرية بمختلف هياكلها ومؤسساتها عندما انسحب الفرنسيون.
يوم الأحد 13 ماي 2001 كرمته جمعية الوئام التي أهدته جهاز إعلام ألي، رحل عن الدنيا في ليلة الأربعاء يوم 27 جوان من عام 2001 عن عمر يناهز 73 سنة بعد صراع طويل مع المرض، وكان في مقدمة المعزين رئيس الحكومة علي بن فليس،تاركا سجلا حافلا بالانجازات.

## أعماله
قدم بديع عدة أعمال منها
- 1963 مسرحية «أمهاتنا» المأخوذة عن مسرحية «أبناء القصبة» لعبد الحليم رايس التي قدمها عام 1959 في تونس

- 1969 مسرحية «غرفتين ومطبخ» للمسرحي الكبير عبد القادر سفير التي قدمها بديع
- 1965 الليل يخاف من الشمس[5]، وهو أوّل فيلم طويل من إنتاج جزائري، يُعالج أحداث الثورة التحريرية[6]،
- 1967 هروب حسان الطيرو[7] الفيلم الذي جاء تكملة لفيلم حامينة «حسان طيرو»،
- 1977 الحريق دار سبيطار مسلسل مقتبس من ثلاثية محمد ديب.بعد الحريق صور مصطفى بديع «الانتحار» بطولة مدني نعمون الذي جعل منه ضابطا فرنسيا،
- 1987 كنزة.[8] مسلسل
- 1996 كان آخر عمل له للتلفزيون هو مسلسل ديني قدمه عام 1996 عن “الحسن ابن علي” للباهي فضلاء لكن العمل لم ير النور بسبب تجسيده لإحدى شخصيات الصحابة عليهم الرضوان.[1]

## وصلات خارجية
- مصطفى بديع على موقع IMDb (الإنجليزية)
- مصطفى بديع على موقع ألو سيني (الفرنسية)
- مصطفى بديع على موقع أول موفي (الإنجليزية)
- مصطفى بديع على موقع قاعدة بيانات الأفلام السويدية (السويدية)
- مصطفى بديع على موقع قاعدة بيانات الفيلم (الإنجليزية)
- مصطفى بديع على موقع كينوبويسك (الروسية)